# Osiedle Kolorowe (Zielona Góra)
Osiedle Kolorowe – osiedle Zielonej Góry, położone w północnej części miasta.
Osiedle położone na północ od Chynowa, główną arterią jest ulica Krępowska, którą kursuje linia autobusowa. W nawiązaniu do nazwy osiedla wszystkie boczne ulice noszą nazwy pochodzące od kolorów, całe osiedle posiada zabudowę jednorodzinną.